# Nørresødys
Der Nørresødys war eine megalithische Grabanlage der jungsteinzeitlichen Nordgruppe der Trichterbecherkultur im Kirchspiel Ferslev in der dänischen Kommune Frederikssund. Er wurde um 1866 zerstört.

## Lage
Das Grab lag nördlich des Nørresø (See) auf dem Gelände des heutigen Hofs Nordsøgård.

## Forschungsgeschichte
Die Anlage wurde zwar 1809 unter Schutz gestellt aber dennoch um 1866 zerstört; dabei wurden Funde geborgen. Im Jahr 1873 führten Mitarbeiter des Dänischen Nationalmuseums eine Dokumentation der Fundstelle durch. Zu dieser Zeit waren keine baulichen Überreste mehr auszumachen.

## Beschreibung

### Architektur
Die Anlage besaß eine ostnordost-westsüdwestlich orientierte rechteckige Hügelschüttung mit einer Länge von 27 Schritt (ca. 20 m) und einer Breite von 12 Schritt (ca. 8 m). Die am westlichen Ende des Hügels gelegene Grabkammer ist als Großdolmen anzusprechen. Sie war nordnordwest-südsüdöstlich orientiert und hatte eine Länge von 5 Schritt (ca. 3,8 m) und eine Breite von 1,5 Schritt (ca. 1,1 m). Die Kammer besaß jeweils vier Wandsteine an den Langseiten und drei kleinere Wandsteine an der nördlichen Schmalseite. Die Südseite war offen. Die Decksteine der Kammer fehlten 1866 bereits.

### Funde
Bei der Abtragung des Grabs wurden in der Kammer zwei geschliffene Feuersteinbeile und ein Bronzering gefunden.